# Perifert membranprotein
Perifera membranproteiner utgör tillsammans med de integrala membranproteinerna de så kallade membranproteinerna, som är en av huvudkomponenterna av cellmembranet och viktig för dess funktioner. Medan de integrala penetrerar membranet är de perifera bundna till dess yta, och är ofta förankrade med ett integralt membranprotein.